# Sophronica wittmeri
Sophronica wittmeri är en skalbaggsart som beskrevs av Holzschuh 1992. Sophronica wittmeri ingår i släktet Sophronica och familjen långhorningar. Inga underarter finns listade i Catalogue of Life.